# レミング狂走曲
『レミング狂走曲』（レミングコンチェルト）は、かわらじま晃による日本の成人向け漫画作品。全3巻。
1997年9月30日から同年12月15日までにフランス書院より発売された。
カパー・イラストレーションはかわらじま晃が手掛けてアニメ調セル画。

## 登場人物
城崎優悟（しろさき ゆうご）
鮎原礼美（あゆはら れみ）
ウイルス
鬼灯（ほおずき）
窮鼠（ババ）
蓮魔（レマ）

## 作中用語
田舍鼠共（レミングス）
審判の日
鼠式人型救済船（レミニズム・ノアム）

## 書誌情報
- 『レミング狂走曲 〜第一楽章〜始まりの狂想曲編』 （1997年9月30日発売） ISBN 4-8296-7781-3
- 『レミング狂走曲 〜第二楽章〜激闘の狂詩曲編』 （1997年10月1日発売） ISBN 4-8296-7782-1
- 『レミング狂走曲 〜第三楽章〜永遠の協奏曲編』 （1997年12月15日発売） ISBN 4-8296-7783-X